# 泡沫浮選

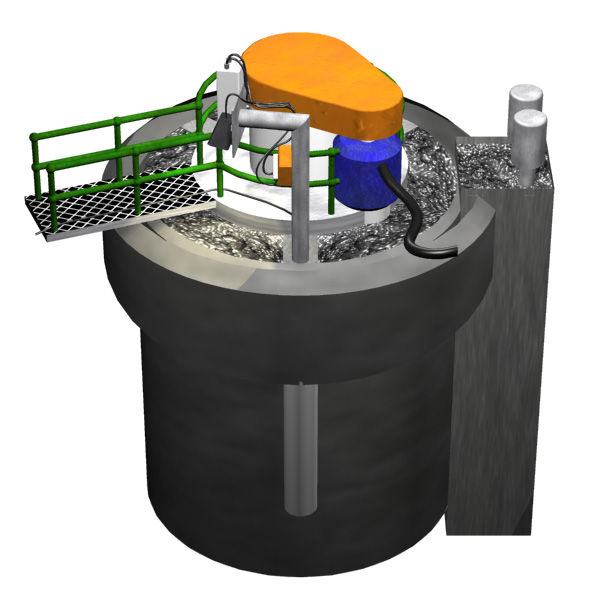
圆柱形浮选机示意图

泡沫浮选有時簡稱浮選，是一種將疏水性物质從親水性物质中分离出的技術。泡沫浮选是采矿业、紙張回收等領域常用的技术。
浮選前要先將混在一起的物質磨碎，然後泡在水中形成悬浮液，并加入其他液體，這種液體被稱為浮选药剂或浮选剂，浮選劑的作用是加強物质的亲、疏水性。然后往悬浮液中通入空气，此時會形成許多小气泡，由於疏水性较强的物质會粘附气泡，亲水性强的物质则不太會粘附气泡。疏水性较强的物质粘附气泡後可以借助气泡的浮力上浮至悬浮液液面而形成泡沫层，将液面上的泡沫刮出就能獲得疏水性物质，而粘附性差的親水性物质仍留在悬浮液内。